# Młodzież olewa
Młodzież olewa – pierwszy album zespołu Blade Loki, wydany na kasecie magnetofonowej w roku 1995 przez wytwórnię Silver-Ton.

## Lista utworów
Źródło:.
1. „Manifest” – 1:43
2. „Odpierdol się!” – 1:58
3. „Nadzieja” – 2:32
4. „Killer” – 3:45
5. „Pieprz mnie!” – 3:10
6. „System” – 3:29
7. „Para para” – 3:01
8. „Sztajmes” – 3:57
9. „Nie” – 3:11
10. „Wake Up” – 4:05
11. „Co się stało” – 2:50
12. „Nie ma chleba” – 3:49
13. „Witam w piekle” – 3:11

## Twórcy
Źródło:.
- Magda Hycka – śpiew
- Andrzej Dudzic – gitara basowa, głos
- Witek „Witja” Poźniak – perkusja, głos
- Irek Poniedziałek – gitara, głos

gościnnie
- Monika „Diabełek” – instrumenty klawiszowe
- Goszo Angiełow – głos